# 南五马卫公庙
南五马卫公庙，位于山西省长治市平顺县苗庄镇南五马村，是一处山西省文物保护单位。
2021年8月4日，南五马卫公庙公布为第六批山西省文物保护单位，年代为元、清，古建筑类，编号6-178。